# Šilo
Šilo (hebrejsky שילה, též שִׁלֹה podle stejnojmenného biblického města (Šíla), které bylo původním hlavním městem Židů;, v oficiálním přepisu do angličtiny Shilo) je izraelská osada a vesnice typu společná osada (jišuv kehilati) na Západním břehu Jordánu, v distriktu Judea a Samaří a v Oblastní radě Mate Binjamin.

## Geografie
Nachází se v nadmořské výšce 719 metrů v centrální hornaté části Samařska, cca 20 kilometrů severovýchodně od města Ramalláh, cca 10 kilometrů jihovýchodně od města Ariel, cca 30 kilometrů severně od historického jádra Jeruzalému a cca 50 kilometrů východně od centra Tel Avivu.
Osada je na dopravní síť Západního břehu Jordánu napojena pomocí dálnice číslo 60, která vede severojižním směrem napříč téměř celým regionem Samařska a propojuje Jeruzalém s městem Nábulus. Šilo představuje typ izolované izraelské osady situované hluboko do vnitrozemí Západního břehu Jordánu a obklopené četnými palestinskými vesnicemi a městy (Karjut, Turmus Aja, Sindžil). Nejbližší izraelskou vesnicí je Švut Rachel (cca 1 kilometr východně), která s obcí Šilo tvoří téměř souvislý urbanistický celek a která je formálně považována za součást obce Šilo. 3 kilometry na severozápad leží větší izraelská osada Eli. Dohromady jde o osadnický blok Guš Šilo. Šilo je zapojeno i do sítě veřejné dopravy. S Jeruzalémem ho spojuje autobusová linka 178. Další linky 473, 474 a 148 kromě Jeruzaléma zajíždějí i do města Ariel.

## Dějiny

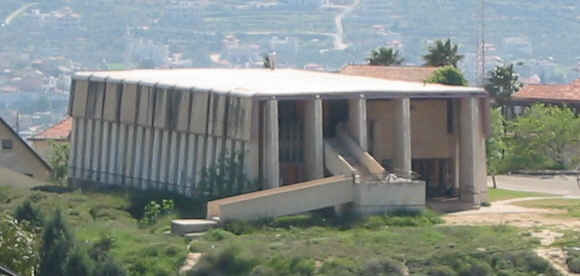
Synagoga Miškan Šilo je replikou svatostánku, v němž stála archa úmluvy

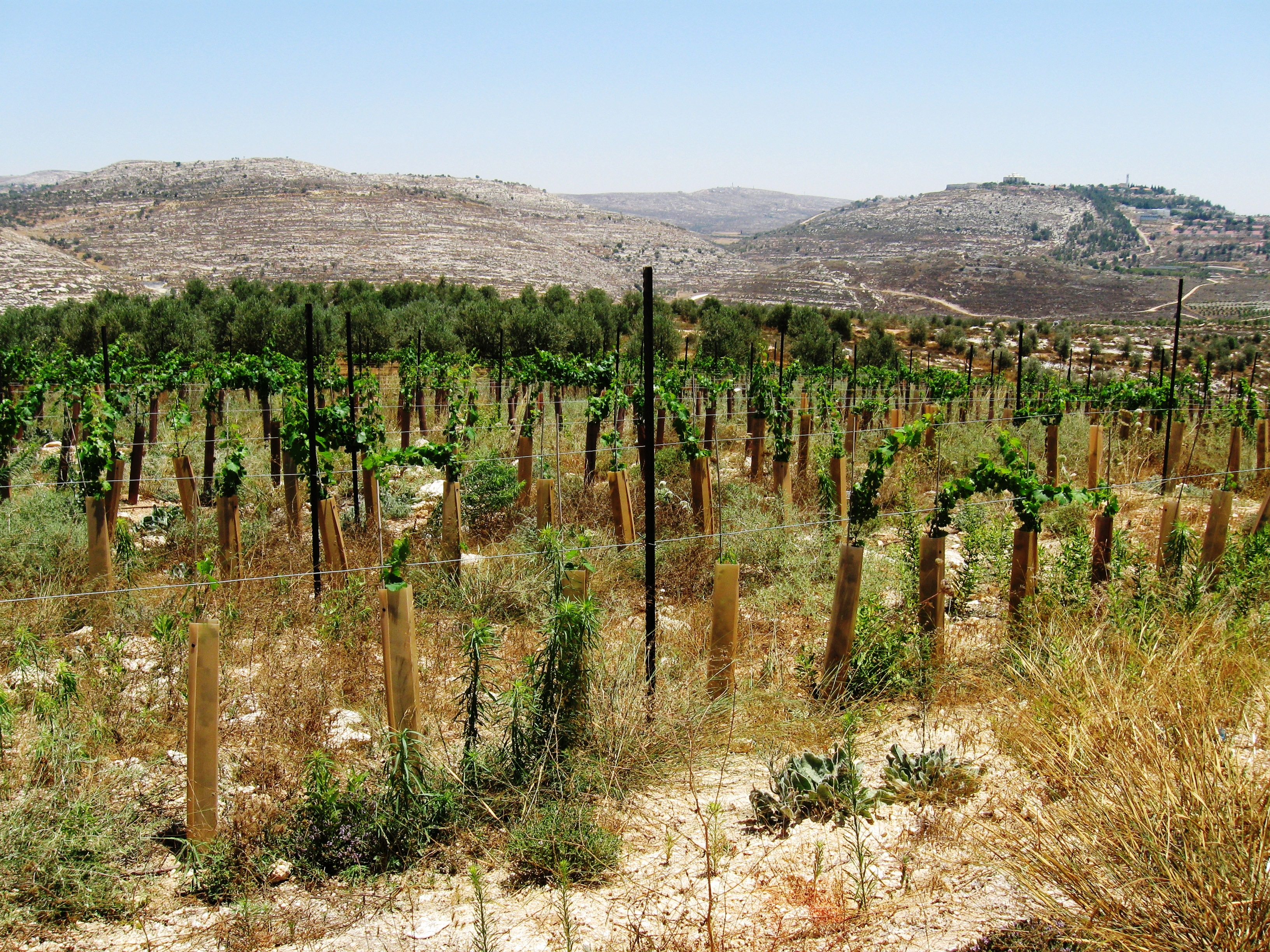
Vinice v okolí čtvrti Giv'at Harel

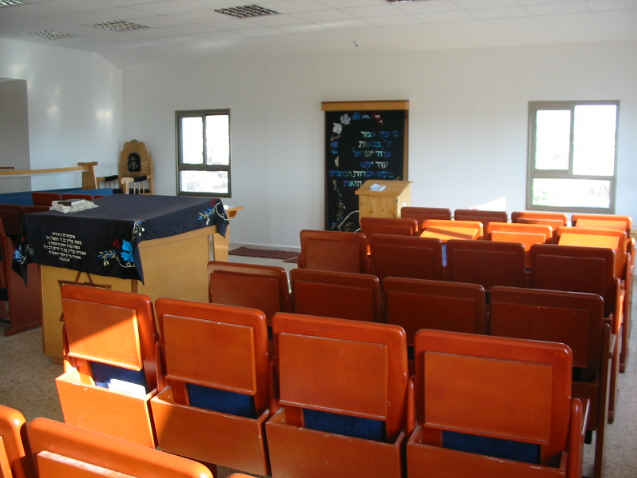
Interiér synagogy dobudované ve čtvrti Giv'at Harel v roce 2008

Osada Šilo vznikla na místě stejnojmenného biblického města. Západně od dnešní osady, mezi ní a silnicí číslo 60 se dodnes dochovala lokalita Tel Šilo se starověkými vykopávkami. Konává se tu slavnostní vyřazení žáků 8. tříd zdejší základní školy a místní rodiny tu pořádají obřady Bar micva a Bat micva.
Současná osada Šilo byla založena v roce 1979. Podle jiného zdroje v lednu 1978, kdy se tu usadilo sedm mladých rodin a skupina studentů ješivy. Šlo o aktivisty nacionalistického sdružení Guš Emunim. Už počátkem 70. let 20. století projevovaly skupiny členů Ješivy Har Ecion zájem o toto starobylé místo spojené s židovskou historií. Po jomkipurské válce se aktivisté Guš Emunim začali opakovaně pokoušet o trvalé usídlení na místě starověkého Šila. V rámci jednoho takového pokusu se připoutali pomocí řetězů k jedné místní budově, jindy se zase pokusili usadit ve vojenských objektech po jordánské armádě poblíž nedaleké palestinské vesnice Mazra'a aš-Šarkija. Aktivisté nakonec uspěli a bylo jim umožněno založit osadu Ofra.
Další skupina lidí okolo Guš Emunim ale stále trvala na usídlení přímo v blízkosti starověkého Šila. Ani nová vláda strany Likud po roce 1977, vedená Menachemem Beginem nebyla zpočátku ochotna oficiálně umožnit vznik nové osady, vzhledem ke slibu danému tehdejší americké administrativě Jimmyho Cartera nezakládat další osady. Skupina zakladatelů osady mezitím na místě přebývala v rámci archeologického výzkumu, ale nakonec uspěli a jejich komunita byla oficiálně uznána. Prvními osadníky bylo čtyřicet lidí, prvními příbytky bylo osm karavanů. Elektřinu zpočátku poskytoval generátor, voda byla z cisterny, prádlo se vozilo prát do Jeruzaléma a nákupy se obstarávaly v Ofře. Když počet malých dětí v Šilu dosáhl osmi, byla otevřena první mateřská škola.
V současnosti je v osadě pět synagog a ješiva s téměř dvěma stovkami studentů. Fungují zde dvě zdravotní střediska, zubní ambulance a zdravotní pohotovost. Je tu několik obchodů, poštovní úřad, knihovna, tři průmyslové zóny a hřbitov. V obci je k dispozici veřejné koupaliště (s časově odděleným koupáním pro muže a ženy) a sportovní areál s tenisovým, fotbalovým, basketbalovým hřištěm a hřištěm na házenou. Hlavní synagoga v obci je postavena jako replika miškanu v starověkém Šílu.
Šilo leží hluboko ve vnitrozemí Západního břehu Jordánu a počátkem 21. století tak nebyla osada zahrnuta do Izraelské bezpečnostní bariéry. Budoucí existence osady záleží na parametrech případné mírové dohody mezi Izraelem a Palestinci. Šilo není ohrazeno ani lokálním plotem, běžným u mnoha jiných izraelských osad na Západním břehu Jordánu. Zpočátku totiž izraelská vláda nechala osadu z bezpečnostních důvodů oplotit. Mělo se tím také zabránit jejímu dalšímu nekontrolovatelnému rozšiřování. Osadníci ale v noci plot posouvali, až jej zcela odstranili. Osadníci tím podle vlastních slov dávají najevo víru, že se v zemi svých předků nemají čeho bát.
Absence jasně vymezených hranic zastavěného území obce také umožnila její trvalou expanzi. Takto vznikla v roce 1991 východně od Šila čtvrť Švut Rachel, později se z ní stala de facto samostatná obec. V prosinci 1998 pak byla založena i nová čtvrť Giv'at Harel nedaleko od severního okraje Šila. Podle údajů z roku 2007 už měla 52 stálých obyvatel. Vlastní souvisle zastavěné jádro osady Šilo se skládá ze tří čtvrtí. Na západě je to čtvrť ha-Nachalot (הנחלות), dále čtvrť Eli ha-Kohen(עלי הכהן) a Ramat Šmu'el(רמת שמואל). Čtvrtou čtvrtí se rychle stává Giv'at Harel.

## Demografie

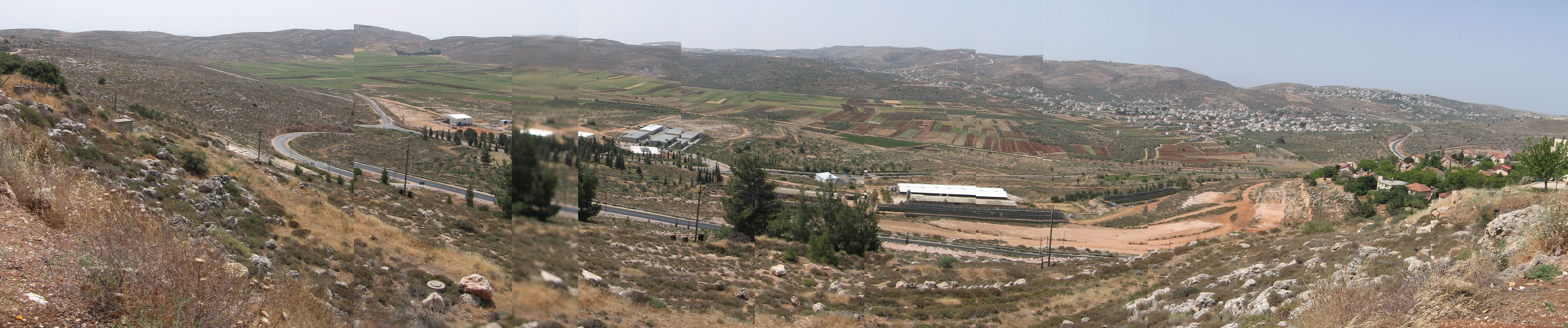
Panoramatický pohled do údol Šila s průmyslovou zonou, vinicemi a olivovými sady v r. 2008

Obyvatelstvo obce Šilo je složeno ze stoupenců náboženského sionismu. Podle údajů z roku 2014 tvořili naprostou většinu obyvatel Židé (včetně statistické kategorie "ostatní", která zahrnuje nearabské obyvatele židovského původu ale bez formální příslušnosti k židovskému náboženství).
Formálně jde sice o sídlo vesnického typu (bez statutu místní rady ani města), ve své kategorii ovšem jde o poměrně lidnatou rezidenční obec s významem pro širší region, s dlouhodobě rostoucí populací. K 31. prosinci 2014 zde žilo 3113 lidí. Během roku 2014 populace stoupla o 5,6 %.
Do tohoto počtu jsou ale podle statistických výkazů zahrnuti i obyvatelé sousední vesnice Švut Rachel, která je oficiálně považována za součást obce Šilo, třebaže je fakticky nezávislá. Počet obyvatel Švut Rachel je udáván zhruba na 340. Populace ve vlastní osadě Šilo je tak ve skutečnosti minimálně o tento počet nižší.
| Rok            | 1982 | 1983 | 1985 | 1986 | 1987 | 1988 | 1989 | 1990 | 1991 | 1992 | 1993 | 1994 | 1995  | 1996  | 1997  | 1998  | 1999  | 2000  |
| -------------- | ---- | ---- | ---- | ---- | ---- | ---- | ---- | ---- | ---- | ---- | ---- | ---- | ----- | ----- | ----- | ----- | ----- | ----- |
| Počet obyvatel | 340  | 325  | 447  | 505  | 562  | 608  | 627  | 673  | 749  | 809  | 866  | 915  | 1 010 | 1 250 | 1 360 | 1 450 | 1 490 | 1 580 |

| Rok            | 2001  | 2002  | 2003  | 2004  | 2005  | 2006  | 2007  | 2008  | 2009  | 2010  | 2011  | 2012  | 2013  | 2014  |
| -------------- | ----- | ----- | ----- | ----- | ----- | ----- | ----- | ----- | ----- | ----- | ----- | ----- | ----- | ----- |
| Počet obyvatel | 1 620 | 1 710 | 1 810 | 1 825 | 1 945 | 2 068 | 2 171 | 2 303 | 2 005 | 2 171 | 2 403 | 2 706 | 2 948 | 3 113 |